# Stichting Promotie Japanse Popcultuur
De Stichting Promotie Japanse Popcultuur of ook wel de J-Pop Foundation is in 1998 opgericht door drie groepen van anime-, manga- en Japanse cultuurliefhebbers. Twee van de groepen waren de Anime Workgroup Holland en de Dutch Anime Society, de naam van de derde groep is niet bekend. De derde groep vertrok na 2 jaar waardoor de huidige Stichting Promotie Japanse Popcultuur een fusie is van de twee overgebleven groepen die voorheen werkzaam waren als afzonderlijke entiteiten.
De Stichting Promotie Japanse Popcultuur werd opgericht om de Japanse populaire cultuur te promoten. Hun primaire methode om dit doel te bereiken is door middel van het organiseren van festivals zoals de AnimeCon, om zo J-pop in Nederland onder de aandacht te brengen.